# John August Anderson
John August Anderson, ameriški astronom, * 7. avgust 1876, Rollag, Minnesota, ZDA, † 2. december 1959, Altadena, Kalifornija, ZDA.

## Življenje in delo
Anderson je doktoriral leta 1907 na Univerzi Johnsa Hopkinsa, kjer je tudi začel predavati. Leta 1916 je odšel na Observatorij Mt. Wilson, kjer je ostal do leta 1956.
Neposredno niso mogli meriti navideznih premerov zvezd in ne izračunavati pravih premerov, vse dokler ni Michelson leta 1890 izdelal interferenčnega postopka. Po njem dve ravni zrcali oddaljeni 10 m pošiljata sliki zvezde v isti daljnogled. Na dobljeni interferenčni sliki so lahko iz razdalj temnih in svetlih prog neposredno izračunali navidezni polmer zvezde. Na Observatoriju Mt. Wilson sta leta 1919 in 1920 Anderson in Pease uporabila Michelsonov postopek ob 2500 mm Hookerjevem zrcalnem daljnogledu in dobila prve navidezne premere zvezd: Betelgeza 0,045", Antares 0,040", Arktur 0,022", Mira 0,056". Ker so poznali njihove paralakse in njihove oddaljenosti, so lahko preračunali njihove dejanske premere. V člankih, ki so sledili, je vse skupaj zvenelo prav preprosto. »Glede na lepoto in veliko enostavnost (Michelsonovega) postopka,« je takrat zapisal Anderson, »je presenetljivo, da so ga do sedaj uporabili le za določitev premera Jupitrovih satelitov.«